# 綠鸚鯛
綠鸚鯛為輻鰭魚綱鱸形目隆頭魚亞目鸚哥魚科的其中一種，分布於西大西洋區，從美國佛羅里達州至巴西海域，棲息深度3-50公尺，體長可達64公分，棲息在水質清澈的珊瑚礁，以藻類為食，可做為食用魚及觀賞魚，有雪卡魚中毒的報告。